# Nymphon diabolus
Nymphon diabolus är en havsspindelart som beskrevs av Child, C.A. 1988. Nymphon diabolus ingår i släktet Nymphon och familjen Nymphonidae. Inga underarter finns listade i Catalogue of Life.